# Paolo Fantin
Paolo Fantin (Castelfranco Veneto, 1981) è uno scenografo italiano. Per il suo lavoro nel mondo dell'opera, ha vinto il Premio Franco Abbiati della critica musicale italiana nel 2010 e l'Oscar della Lirica nel 2017.

## Biografia
Dopo aver completato gli studi in scenografia all'Accademia di Belle Arti di Venezia, nel 2004 inaugura un sodalizio più che ventennale con Damiano Michieletto, con cui compete l'anno successivo per il Ring Award per il loro allestimento de Le nozze di Figaro alla Komische Oper Berlin.
La prolifica collaborazione con Michieletto lo vedrà impegnato come scenografo nei maggiori teatri d'Europa, tra cui la Royal Opera House (Guglielmo Tell nel 2015, Don Pasquale nel 2014, nel Carmen nel 2024), l'Opernhaus Zürich (Lucia di Lammermoor nel 2008, Il corsaro nel 2009, Luisa Miller nel 2010), il Festival di Salisburgo (Falstaff, 2013), il Teatro dell'Opera di Roma (in oltre una dozzina di allestimento, incluso Il trittico nella stagione 2015/16, Il viaggio a Reims nel 2016/17, La vedova allegra nel 2018/19, Luisa Miller nel 2021/22, Giulio Cesare nel 2022/23 e messe in scena del Rigoletto al Circo Massimo e le Terme di Caracalla), il Gran Teatro La Fenice (Romeo e Giulietta nel 2009, Don Giovanni nel 2010, Macbeth nel 2018, Les contes d'Hoffmann nel 2023) e il Teatro Reale Danese (Trittico, 2024).
L'esordio scaligero è avvenuto nel 2013 con un allestimento di Un ballo in maschera, a cui sono seguiti una ripresa de La scala di seta già presentato al Rossini Opera Festival nel 2009, nuovi allestimenti del Falstaff (2017), Salomè (2021), Medea (2023) e la prima mondiale de Il nome della rosa (2025). Sempre legata a Micheletto è la sua rara incursione cinematografica nel 2021 con Gianni Schicchi.
Nel 2022 ha curato l'installazione Lympha in occasione della LIX Esposizione internazionale d'arte di Venezia.

## Filmografia
- Gianni Schicchi, regia di Damiano Michieletto (2021)